# Free Knowledge Foundation
Free Knowledge Foundation (FKF) — испанская некоммерческая организация, деятельность которой направлена на развитие свободных знаний, в том числе свободного программного обеспечения и свободных стандартов. Она была основана в 2004 году и базируется в Мадриде, Испания.

## Деятельность
FKF работает с политиками, педагогами, СМИ и другими важными социально активными персонами с целью расширять осведомлённость о свободных знаниях, свободном программном обеспечении и стандартах.
Президентом FKF с 2004 года является Пабло Махон. В 2005 году почётным председателем организации стал Ричард Столлман.
В 2006 году FKF стала ассоциированной организацией Европейского фонда свободного программного обеспечения.
FKF организовывает так называемые свободные встречи — международные конференции, посвящённые вопросу свободных знаний. Они, как правило, проводятся в одном из корпусов Мадридского автономного университета, в городе Мирафлорес-де-ла-Сьерра, в 50 км от Мадрида.
На свободных встречах проходит вручение наград libre.org. Этими наградами удостаиваются люди или организации, которые способствуют распространению свободных знаний. Среди лауреатов такие люди, как Хуан Карлос Родригес Ибарра (бывший президент Эстремадуры), Эстебан Гонсалес Понс (политик испанской Народной партии) и Хуан Альберто Бельок (экс-министр юстиции и внутренних дел и мэр Сарагосы); а также организации: Сенат Испании, Региональное правительство Андалусии, Дженералитад Валенсии и Министерство промышленности, туризма и торговли Испании.
FKF организует также другие мероприятия и участвует в соответствующих международных мероприятиях, связанных со свободным программным обеспечением и свободными знаниями.